# Johan Gottlieb Gahn
Johan Gottlieb Gahn (19 août 1745 à Voxna (Hälsingland) – 8 décembre 1818 à Falun) est un chimiste suédois qui a découvert le manganèse en 1774.
Gahn fut un étudiant de Torbern Olof Bergman. Il découvre en 1770 que les os contiennent du phosphore.
En 1774, il isole le manganèse métallique par réduction du dioxyde de manganèse.

## Espèces minérales décrites
- Albite conjointement avec Jöns Jacob Berzelius